# Cornutalis
Cornutalis  (лат.) — род равнокрылых насекомых из семейства горбаток (Smiliinae, Membracidae).
Неотропика. 
Пронотум с надплечевыми выступами-рогами. Передние крылья с разделёнными у основания жилками R, M и Cu, с поперечной 2 жилками m-cu, но без жилки s. Задние крылья с жилкой 1 r-m. Голени задней пары ног с 3 продольными рядами капюшоновидных сет (cucullate setae) 
.

## Систематика
Род включён в трибу Acutalini.
- Cornutalis valida  Sakakibara, 1998
- Cornutalis cauca  Sakakibara, 1998